# Checkley cum Wrinehill
Checkley cum Wrinehill – civil parish w Anglii, w hrabstwie ceremonialnym Cheshire, w dystrykcie (unitary authority) Cheshire East.